# Keen Johnson

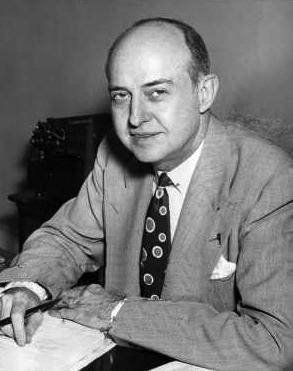
Keen Johnson

Keen Johnson (* 12. Januar 1896 im Lyon County, Kentucky; † 7. Februar 1970 in Richmond, Kentucky) war ein amerikanischer Politiker und Gouverneur des US-Bundesstaates Kentucky.

## Frühe Jugend und Aufstieg
Keen Johnson erhielt seine Ausbildung an der Vanderbilt-Knabenschule, dem Central College in Missouri und der University of Kentucky, die er 1922 erfolgreich abschloss. Seine Studienzeit wurde während des Ersten Weltkrieges für etwa ein Jahr unterbrochen, weil sich Johnson freiwillig zur Armee gemeldet hatte. Nach dem Krieg und dem Ende seines Studiums wandte er sich dem Journalismus zu. Zwischen 1920 und 1939 war er bei mehreren Zeitungen als Herausgeber, beziehungsweise Verleger tätig. Seit 1932 war Johnson für die Demokratische Partei politisch aktiv. In diesem Jahr wurde er Mitglied des Parteivorstandes in Kentucky. 1935 wurde er zum Vizegouverneur von Kentucky gewählt. In dieser Funktion übernahm er im Oktober 1939 das Amt des Gouverneurs von Albert Chandler, der zu Gunsten eines Mandates im US-Senat sein Gouverneursamt in Kentucky aufgab.

## Gouverneur von Kentucky
Zum Zeitpunkt seines Amtsantritts befand er sich mitten im Wahlkampf für die regulären Wahlen des Jahres 1939. Chandlers Rücktritt erfolgte nur zwei Monate vor Ablauf seiner normalen Amtszeit und Johnson hatte sich bereits um dessen Nachfolge beworben. Seine Kandidatur war innerhalb seiner Partei hart umstritten. Er lieferte sich mit John Y. Brown einen harten Vorwahlkampf. Mit Hilfe von Chandler konnte sich Johnson durchsetzen. Im Gegenzug ernannte Johnson Chandler sofort nach dessen Rücktritt zum Senator in Washington, um die Stelle eines verstorbenen Senators zu übernehmen. Die eigentliche Gouverneurswahl gewann Keen Johnson gegen King Swope mit 56,5 % der Stimmen.
Als Gouverneur führte er die Politik Chandlers weiter. Die Haushaltskonsolidierung wurde zu einem Erfolg, am Ende seiner Amtszeit hatte er sogar einen Überschuss erwirtschaftet. In dieser Zeit, von Oktober 1939 bis Dezember 1943, wurde der so genannte Tennessee Valley Act erlassen, ein Gesetz, das es den Kommunen in Kentucky erlaubte, Elektrizität erst anzukaufen und dann an die Verbraucher weiterzuverkaufen. Gouverneur Johnson baute auch das Bildungssystem weiter aus und förderte soziale Programme. Ein wesentlicher Aspekt in dieser Hinsicht war der Ausbau des öffentlichen Gesundheitswesens. Auch der Ausbau der landeseigenen Strafanstalten wurde vorangetrieben. Seit dem 7. Dezember 1941, dem Tag des japanischen Angriffs auf Pearl Harbor, wurden die Vereinigten Staaten in den Zweiten Weltkrieg verwickelt. Gouverneur Johnson unterstützte uneingeschränkt die Politik der Regierung von Franklin D. Roosevelt. Der Krieg bescherte Kentucky eine Vollbeschäftigung. Die letzten Arbeitslosen der Weltwirtschaftskrise fanden nun auch Arbeitsstellen, entweder in der Rüstungsindustrie oder beim Militär. Wirtschaftlich profitierte der Staat von diesem Krieg.

## Weiterer Lebenslauf
Johnsons Amtszeit als Gouverneur von Kentucky endete am 7. Dezember 1943. Danach war er bis 1961 in verschiedenen Positionen für die Reynolds Metal Company tätig. Zwischen 1946 und 1947 war er auch noch stellvertretender Arbeitsminister (Under Secretary of Labor) unter Präsident Harry S. Truman. Bis 1948 war er dazu auch noch im Vorstand der Demokratischen Landesgruppe von Kentucky. Im Jahr 1960 war er demokratischer Kandidat für die Wahl zum US-Senat, verlor aber gegen John Sherman Cooper. Sein letztes öffentliches Amt hatte er zwischen 1961 und 1964 als Mitglied des Bildungsausschusses (Board of Education) von Kentucky. Keen Johnson starb am 7. Februar 1970. Er war mit Eunice Nichols verheiratet. Gemeinsam hatten sie ein Kind.